# 申比爾峰
46°29′53.5″N 8°5′29.5″E / 46.498194°N 8.091528°E
申比爾峰（德語：Schönbühlhorn）是瑞士瓦萊州的山峰，位於該國南部，屬於伯尔尼山的一部分，海拔高度3,854米，每年平均降雨量2,221毫米。

## 外部連結

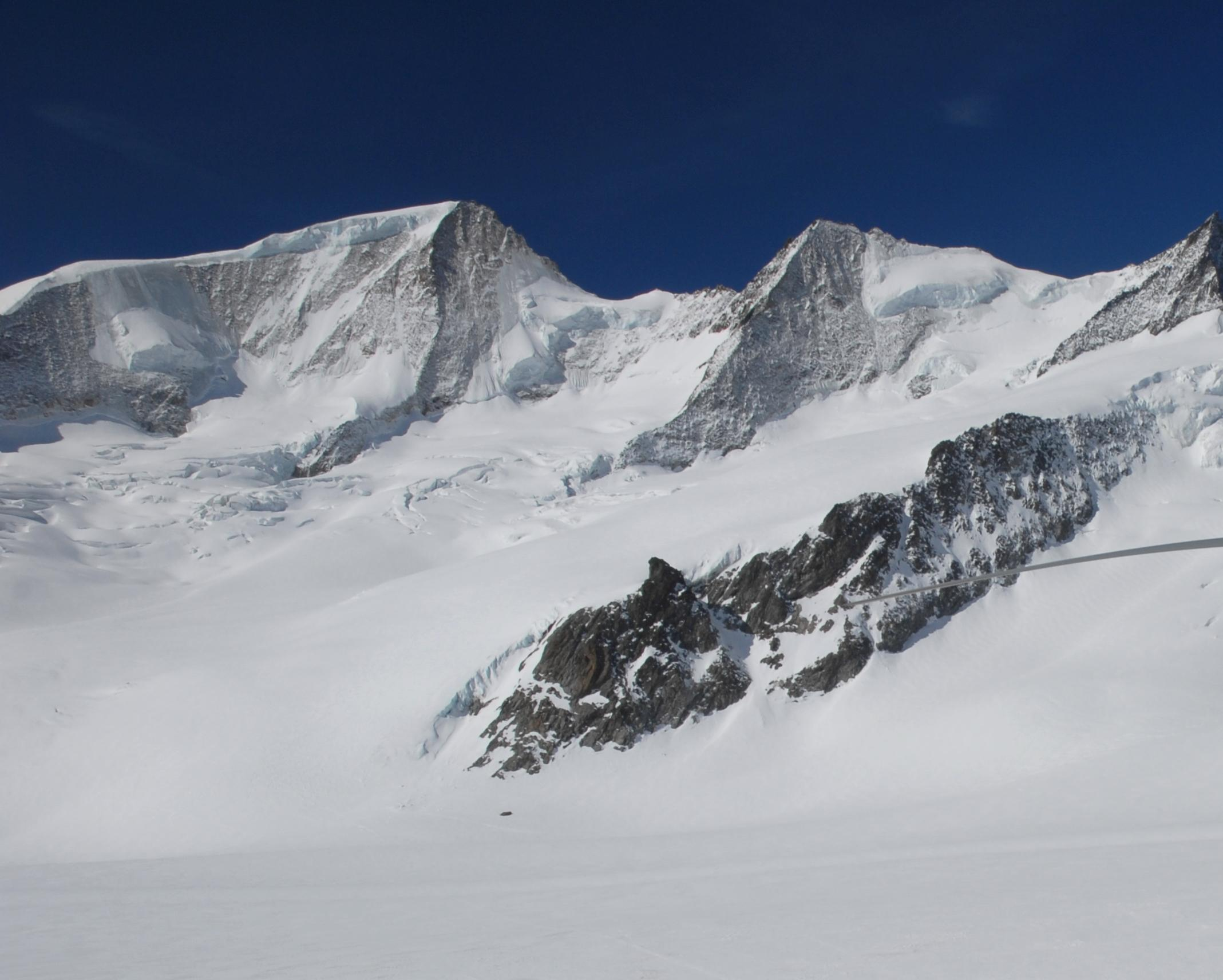

- Schönbühlhorn on Hikr （页面存档备份，存于）